# ユニティガードシステム
ユニティガードシステム株式会社は、警備サービスを中心とした総合ビル管理会社。本社を東京都港区に置く。

## 主な業務内容
- 常駐警備（人的警備）
- 総合ビル管理
- 保安警備
- 雑踏警備
- 警備システム設計・施工
- 高度管理医療機器等販売・賃貸（AED（自動体外式除細動器））
- 防災用品販売

## 沿革
- 1965年（昭和40年）1月 - 国際警備株式会社として設立（東京都渋谷区）
- 1971年（昭和46年）
  - 2月 - オンラインシステムによる警備の機械化に成功 「国際スペースセキュリティシステム」として実用化
  - 10月 - 警備業法立法化の機運とともに東京に業界団体を結成すべく、警視庁の意向を受け、当社が中心となって都内有力業者に働きかけ、現在の社団法人東京都警備業協会の前身である、東京都警備会社連絡協議会を加盟47社によって創設。日本警備保障（現・セコム）、綜合警備保障（現・ALSOK）、セントラル警備保障、全日警とともに代表幹事会社に選任される
- 1974年（昭和49年）7月 - 茨城県古河市に古河事業所を開設
- 1975年（昭和50年）2月 - 電話転送システムによる24時間体制の電話受付サービスを開発 「国際テレコムシステム」として営業を開始
- 1976年（昭和51年）5月 - 埼玉県さいたま市に大宮事業所を開設
- 1980年（昭和55年）5月 - 東京都警備業協会の副会長会社に選任される
- 1982年（昭和57年）10月 - 中堅警備会社の株式会社ジー・エム・シー・パトロールと企業合理化、業務拡大を目指して合併する
- 1985年（昭和60年）8月 - 神奈川県相模原市に相模原事業所を開設
- 1985年（昭和60年）12月 - 神奈川県横浜市に横浜出張所を開設
- 1986年（昭和61年）5月 - 国際管財株式会社を設立し、ビルメンテナンス分野へ進出
- 1992年（平成4年）2月 - インターナショナル警備保障株式会社と合併し、ユニティガードシステム株式会社に社名変更。合併により、東京、横浜、横須賀、相模原、厚木、大宮、取手、古河の8支社体制となる
- 1994年（平成6年）2月 - 東京都府中市に多摩支社を開設
- 1995年（平成7年）2月 - 株式会社トシケンと合併。事業の充実を図る
- 1996年（平成8年）2月 - 動画による遠隔画像監視システムを導入、 「アイスコープシステム」として営業を開始
- 1998年（平成10年）10月 - 多摩支社を東京支社に統合
- 1999年（平成11年）9月 - 本社及び東京支社を現在地へ移転（現住所）
- 2002年（平成14年）8月 - 株式会社サン総合メンテナンスと提携
- 2003年（平成15年）5月 - 取手支社を古河支社に統合
- 2007年（平成19年）
  - 3月 - 盗聴・盗撮調査業務開始
  - 9月 - 損害保険代理店業務開始（保険会社は日本興亜損害保険）
- 2008年（平成20年）7月 - 高度管理医療機器等販売業・賃貸業の許可を取得、AED（自動体外式除細動器）の販売・賃貸業務開始
- 2009年（平成21年）5月 - 東京支社においてISO27001/ISMS（情報セキュリティマネジメントシステム）認証取得
- 2011年（平成23年）
  - 4月 - 家事代行（ベビーシッター、シルバーケア含む）サービス開始
  - 5月 - 東京都知事許可（般-23）第136688号（電気通信工事業）取得
- 2016年（平成28年）
  - 3月 - 飲食事業開始（「立ち喰い焼肉　治郎丸」渋谷店）
  - 5月 - 新規事業開発室を新設し、ロボットを活用した警備事業に着手
- 2017年（平成29年）4月 -  北関東支社等（横浜支社を除く）においてISO27001/ISMS認証取得
- 2018年（平成30年）4月 - 横浜支社においてISO27001/ISMS認証取得

## 会員
- 東京都警備業協会
- 神奈川県警備業協会
- 東京ビルメンテナンス協会